# Stade Modibo Kéïta
Het Stade Modibo Kéïta is een multifunctioneel stadion in Bamako, de hoofdstad van Mali. Het stadion wordt vooral gebruikt voor voetbalwedstrijden. De voetbalclub AS Real Bamako en het nationale elftal van Mali spelen in dit stadion wedstrijden. In het stadion kunnen 25.000 toeschouwers. Het is vernoemd naar Modibo Keïta, de eerste president van Mali tussen 1960 en 1968.

## Afrikaans kampioenschap voetbal 2002
In 2002 werden in dit stadion voetbalwedstrijden voor de Afrika Cup van dat jaar gespeeld. In dit stadion werden 5 van de 6 wedstrijden in poule D gespeeld en daarnaast ook nog 2 wedstrijden in de knock-outfase.
| № | Datum           | Wedstrijd                | Uitslag | Afrika Cup 2002 | Toeschouwers |
| - | --------------- | ------------------------ | ------- | --------------- | ------------ |
| 1 | 20 januari 2002 | Egypte – Senegal         | 0 – 1   | Groepsfase      | 20.000       |
| 2 | 21 januari 2002 | Zambia – Tunesië         | 0 – 0   | Groepsfase      | 6.000        |
| 3 | 25 januari 2002 | Egypte – Tunesië         | 1 – 0   | Groepsfase      | 3.000        |
| 4 | 26 januari 2002 | Senegal – Zambia         | 1 – 0   | Groepsfase      | 20.000       |
| 5 | 31 januari 2002 | Egypte – Zambia          | 2 – 1   | Groepsfase      | 10.000       |
| 6 | 4 februari 2002 | Senegal – Congo-Kinshasa | 2 – 0   | Kwartfinale     | 25.000       |
| 7 | 7 februari 2002 | Nigeria – Senegal        | 1 – 2   | Halve finale    | 20.000       |

## Ramp 2011
In 2011 vond er in dit stadion een ramp plaats toen een menigte zich in het stadion verzamelde bij een islamitisch feest (Mawlid an-Nabi). Er waren meer dan 60 gewonden en ook 36 doden bij deze ramp. Het merendeel doordat ze verdrukt werden in de massa.